# Unione Sportiva Terranova Gela
L'Unione Sportiva Terranova Gela, nota anche come Terranova Gela o semplicemente Gela, è stata la seconda squadra di Calcio nata a Gela. Fondata nel 1955, ha ereditato la Società Sportiva Gela, fondata nel 1948, ed è stata soppressa nel 1994, in seguito alla fusione con la Juventina Gela. Dalle due è nata l'attuale Juveterranova Gela.

## Storia

### Gli anni trenta e quaranta

La prima squadra che partecipo al campionato federale nel 1948.

Il calcio a Gela nacque tra il 1929 e il 1930, dietro la passione dei fratelli Paolo e Angelo Di Bartolo, che con altri coetanei diedero vita alla prima squadra gelese Ddo Cannolu, chiamata così, per via della fontana che posava nel quartiere dove abitavano. L'entusiasmo calcistico in paese portò alla formazione di una seconda squadra, i Tabaccari, con cui si confrontarono più volte per incoronare chi fosse la squadra più forte. Nel 1930 le due squadre decisero di unirsi creando un'associazione libera con il nome di Viribus Unitis. In mancanza di un campo da gioco vero e proprio, la squadra sfruttava l'impianto sportivo della palestra Pignatelli, nel Liceo Ginnasio Eschilo, disputando amichevoli contro Licata, Caltagirone, Nissa, Comiso e altre squadre emergenti di quell'epoca. Veniva utilizzato anche lo spazio sottostante al municipio, prima che venisse trasformato in un campo di concentramento durante la seconda guerra mondiale.
Nel 1934 la squadra partecipò al campionato regionale dell'U.L.I.C. (Unione Libera Italiana del Calcio), riservata ai giovani. In questa occasione la società decise di cambiare il nome in La Marinara. Data la mancanza di uno stadio di calcio regolamentare, il gruppo formato da studenti e lavoratori locali, era costretto a disputare le partite interne nell'impianto sportivo di Mazzarino, l'unico campo esistente nelle vicinanze a quei tempi. Di tanto in tanto la gente del paese organizzava delle collette per pagare il pranzo e i duri viaggi che dovevano affrontare i ragazzi per essere presenti agli incontri di campionato.
Nel 1948 il club disputò il suo primo campionato federale, aderendo alla FIGC (Federazione Italiana Giuoco Calcio) godendo finalmente di uno stadio di calcio proprio. La squadra cambiò nuovamente nome in Società Sportiva Gela, donandogli i colori sociali giallo e rosso, le stesse tinte usate nello stemma della città di Gela. A seguito del dopoguerra alcuni componenti di spicco vollero fortemente che venisse costruito un campo di calcio, tra i nomi vi fu Salvatore Aldisio, Vincenzo Maganuco, Oreste Gueli, Paolo Cardillo e Vincenzo Presti (a cui quest'ultimo fu dedicato il nome dello stadio). Il primo incontro disputato all'inaugurazione del nuovo impianto sportivo, l'allora chiamato Giardinelli (il nome che portava la via dove venne costruito), fu tra Gela e Vizzini, finita 3-1 per gli ospiti.

### Gli anni cinquanta e sessanta

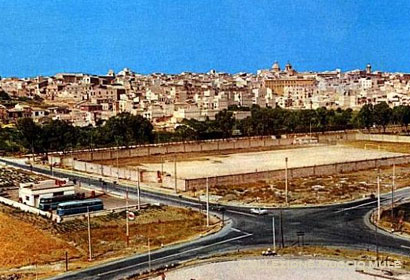
Lo Stadio Vincenzo Presti tra gli anni cinquanta e sessanta. All'epoca la struttura portava il nome della via in cui risiedeva, il Giardinelli.

Agli inizi degli anni cinquanta la società guidata da Vincenzo Maganuco costruì un organico solido e competente, tesserando calciatori che venivano dalla Serie C e dalla Serie B, tra cui Luciano Bagni, padre di Salvatore Bagni. La squadra fu affidata ad Attilio Kossovel che raggiunse il salto di categoria nella stagione 1949-1950, piazzandosi prima in classifica, mentre i campionati successivi arrivò rispettivamente terza e quinta.
Nella stagione 1952-1953 i giallorossi vincono lo spareggio-promozione contro il Caltagirone alla Favorita di Palermo 1-0, grazie alle rete di Martino, debuttando così in IV Serie. La stagione a venire fu dura per il Gela, che dovette affrontare squadre di valore come Bari e Reggina. Alla fine del campionato si ritrovò penultima in classifica (con un compreso punto di penalizzazione), con il peggior attacco di tutta la competizione e retrocedette nuovamente nel campionato di Promozione. Ritrovatosi nuovamente nella serie cadetta, dopo la permanenza in IV Serie durata solamente una stagione, i giallorossi non vanno oltre il quinto posto. L'anno successivo il presidente in carica Michele Tedeschi, per ovvi motivi tutt'oggi sconosciuti dimenticò di iscrivere la squadra al nuovo campionato, venendo così, esclusa dai calendari e radiata dalla federazione. Venne subito presentata l'iscrizione da parte del club da un comitato speciale formato dal sindaco Francesco Vella, Pino Ventura e lo stesso Vincenzo Maganuco, sperando invano che venisse accettata dalla federazione che rifiutò comunque, l'adesione della società al nuovo campionato. Gli stessi cambiarono la denominazione in Unione Sportiva Terranova ed iscrissero la squadra al campionato regionale di Prima Divisione, che vinse conquistando il primato e tornando nuovamente in Promozione.

Il Terranova Gela nel 1976, considerate una delle formazioni più forti del calcio gelese.

Dalla metà degli anni cinquanta sino alla metà degli anni sessanta il Terranova Gela militò per lo più nelle serie cadette, retrocedendo nella stagione 1961-1962 e ritrovando la salita in Prima Categoria solamente nel 1965. Nella stagione 1967-1968 vince il campionato e ritrova la Serie D dopo quindici anni, ma retrocede l'anno successivo.

### Gli anni settanta, ottanta e la fusione
Nel 1971 torna a presiedere la società giallorossa l'ex presidente Vincenzo Maganuco e nel giro di 2 annate il Terranova Gela torna in Serie D, vincendo lo spareggio contro l'Alcamo 3-0 a Barcellona Pozzo di Gotto, con la rete di Santuccio al 38' e i gol di Sammartino al 65' e Contadino al 81' della ripresa. La squadra piantò le radici in Serie D e si mantenne tra le prime 10 in classifica per 7 stagioni consecutive (Dal 1972 al 1979).
Nella stagione 1978-1979 il Terranova Gela approda per la prima volta nella sua storia nel calcio professionistico, raggiungendo la Serie C2 sotto la presidenza di Angelo Russello, che ne aveva preso le redini l'anno stesso, purtroppo la gioia durò solamente un anno, la squadra retrocedette classificandosi ultima in classifica con solo 22 punti. Nella stagione 1983-1984 si ritrova ancora in Promozione e da lì, ci militerà sino al 1994, finché le due società gelesi Terranova e Juventina Gela, decisero di fondersi dando vita alla Juveterranova Gela.

## Colori e simboli
| Colori    | Periodo        | Denominazione         |
| --------- | -------------- | --------------------- |
|           | 1948-1955      | Società Sportiva Gela |
| 1955-1994 | Terranova Gela |                       |

## Allenatori e presidenti
- 1948-1949  ...
- 1949-1950  Attilio Kossovel
- 1950-1951  ...
- 1951-1952  Tullio Duimovich
- 1952-1959  ...
- 1959-1960  Rocco Voddo
- 1960-1963  ...
- 1963-1964  Bonaventura
- 1964-1979  ...
- 1979-1981  Antonio Colomban
- 1981-1989  ...
- 1989-1990  Washington Cacciavillani
- 1990-1994  ...

- 1948-1949  Santi Gioffè
- 1949-1950  Pino Ventura
- 1950-1953  Vincenzo Maganuco
- 1954-1955  Michele Tedeschi
- 1955-1956  Pino Ventura
- 1956-1957  Vincenzo Maganuco
- 1957-1958  Paolo Cardillo
- 1958-1959  Fortunato Vitali
- 1959-1960  Rocco Tandurella
- 1960-1961  Giuseppe Barresi
- 1961-1962  Antonio Toti
- 1962-1963  Filippo Mirisola
- 1963-1964  Nino Santisi
- 1964-1965  Emanuele Alabiso
- 1965-1966  Edoardo Arrotta
- 1966-1967  Emanuele Alabiso
- 1967-1968  Giovanni Battaglia
- 1968-1969  Emanuele Scrivano
- 1969-1971  Luigi Stivala
- 1971-1978  Vincenzo Maganuco
- 1978-1984  Angelo Russello
- 1984-1985  ...
- 1985-1992  Rocco Alessi
- 1992-1993  Fabrizio Lisciandra
- 1993-1994  Arturo Carrabino

## Palmarès

### Competizioni regionali
- Prima Divisione: 2

1949-1950, 1955-1956
- Seconda Categoria: 1

1964-1965
- Prima Categoria: 1

1967-1968
- Promozione: 2

1952-1953, 1973-1974

### Altri piazzamenti
- Seconda Categoria

Terzo posto: 1963-1964
- Prima Categoria

Terzo posto: 1966-1967 (girone A)
- Promozione

Secondo posto: 1972-1973, 1985-1986, 1986-1987, 1991-1992, 1992-1993 (girone B)
Terzo posto: 1950-1951 (girone O), 1970-1971 (girone A), 1988-1989 (girone B)
- Serie D

Secondo posto: 1975-1976 (girone I), 1978-1979 (girone F)
Terzo posto: 1976-1977 (girone I)

### Partecipazione ai campionati
Campionati nazionali
| Livello | Categoria                 | Partecipazioni | Debutto   | Ultima stagione | Totale |
| ------- | ------------------------- | -------------- | --------- | --------------- | ------ |
| 4º      | Promozione                | 2              | 1950-1951 | 1951-1952       | 10     |
| 4º      | IV Serie                  | 1              | 1953-1954 | 1953-1954       | 10     |
| 4º      | Campionato Interregionale | 1              | 1958-1959 | 1958-1959       | 10     |
| 4º      | Serie D                   | 5              | 1968-1969 | 1977-1978       | 10     |
| 4º      | Serie C2                  | 1              | 1979-1980 | 1979-1980       | 10     |
| 5º      | Serie D                   | 2              | 1978-1979 | 1980-1981       | 5      |
| 5º      | Campionato Interregionale | 3              | 1981-1982 | 1983-1984       | 5      |

Campionati regionali
| Livello | Categoria             | Partecipazioni | Debutto   | Ultima stagione | Totale |
| ------- | --------------------- | -------------- | --------- | --------------- | ------ |
| I       | Prima Divisione       | 3              | 1948-1949 | 1955-1956       | 25     |
| I       | Promozione            | 13             | 1952-1953 | 1990-1991       | 25     |
| I       | Campionato Dilettanti | 2              | 1957-1958 | 1958-1959       | 25     |
| I       | Prima Categoria       | 7              | 1959-1960 | 1969-1970       | 25     |
| II      | Seconda Categoria     | 3              | 1962-1963 | 1964-1965       | 6      |
| II      | Promozione            | 3              | 1991-1992 | 1993-1994       | 6      |